# Wendy Driesen
Wendy Driesen (12 mei 1991) is een Belgisch voormalig jiujitsuka.

## Levensloop
Driesen is afkomstig uit Antwerpen en was actief bij Zanshin Ekeren.
Samen met Yazid Dalaa nam ze tweemaal deel aan het onderdeel 'gemengd duo' op de Wereldspelen van 2009 en 2013. In 2009 in het Taiwanese Kaohsiung behaalden ze er een bronzen medaille. Ook behaalde het duo tweemaal zilver op een WK, met name in 2008 in het Zweedse Malmö en in 2010 in het Russische Sint-Petersburg. Op het WK van 2012 in het Oostenrijkse Wenen behaalden ze brons. Op de Europese kampioenschappen van 2010 en 2011  behaalde het duo een zilveren medaille.